# Cesarea Marítima
Cesarea Marítima (en latín Caesarea Maritima, en griego Parálios Kaisáreia, Παράλιος Καισάρεια, en hebreo moderno קיסריה מריטימה, y originalmente solo Cesarea, Kaisáreia, Καισάρεια) fue una de las cuatro colonias romanas para legionarios veteranos en la región de Siria-Fenicia, creada por el Imperio romano. Se encuentra al norte de la región de Samaria, cerca de la frontera con la región Fenicia.
La antigua Cesarea Marítima (llamada en otro tiempo Cesarea Palestina; en latín Caesarea Palestinae) fue una ciudad portuaria construida por Herodes el Grande entre los años 25 y 13 a. C. La ciudad se hizo famosa durante las épocas romana y bizantina. Sus ruinas se encuentran en la costa mediterránea de Israel, a medio camino entre las ciudades de Tel Aviv y Haifa, en el mismo lugar donde está la Torre de Estratos o de Estratón (en griego Pyrgos Stratonos y en latín Turris Stratonis).

## Características históricas
Cesarea Marítima fue bautizada así en honor de César Augusto. La ciudad fue descrita detalladamente por Flavio Josefo, un historiador judío del siglo I. La ciudad se convirtió en la sede del prefecto  romano poco tiempo después de su fundación. Cesarea fue la capital administrativa a comienzos del año 6 a. C.
En 1961 se descubrió en esta ciudad la Piedra de Pilatos, el único objeto arqueológico que menciona al prefecto romano Poncio Pilatos, quien ordenó la crucifixión de Jesús. De acuerdo con Flavio Josefo, Cesarea fue el escenario en 26 d. C. de un gran acto de desobediencia civil en protesta contra el plan de Pilatos de colocar estandartes con el águila romana en el monte del Templo de Jerusalén.
El emperador Vespasiano le dio el estatus de colonia romana, con el nombre de Colonia Prima Flavia Augusta Caesarea. Tras la destrucción de Jerusalén en el año 70, Cesarea se convirtió en la capital de la provincia de Judea, antes de que se le cambiase el nombre a Siria Palestina (Syria Palaestina) en el año 135,  poco después de la revuelta de Simón bar Kojba.
En la época bizantina, Cesarea mantuvo la capitalidad, con la breve interrupción de la conquista persa y judía, entre 614 y 625.
En la década de 630, los ejércitos musulmanes arábigos tomaron el control de la región, manteniendo a Cesarea como su centro administrativo. A comienzos del siglo VIII, el califa omeya Suleimán I trasladó la sede gubernamental de esa región, Yund Filastin, a Ramla.

## Etapa romana

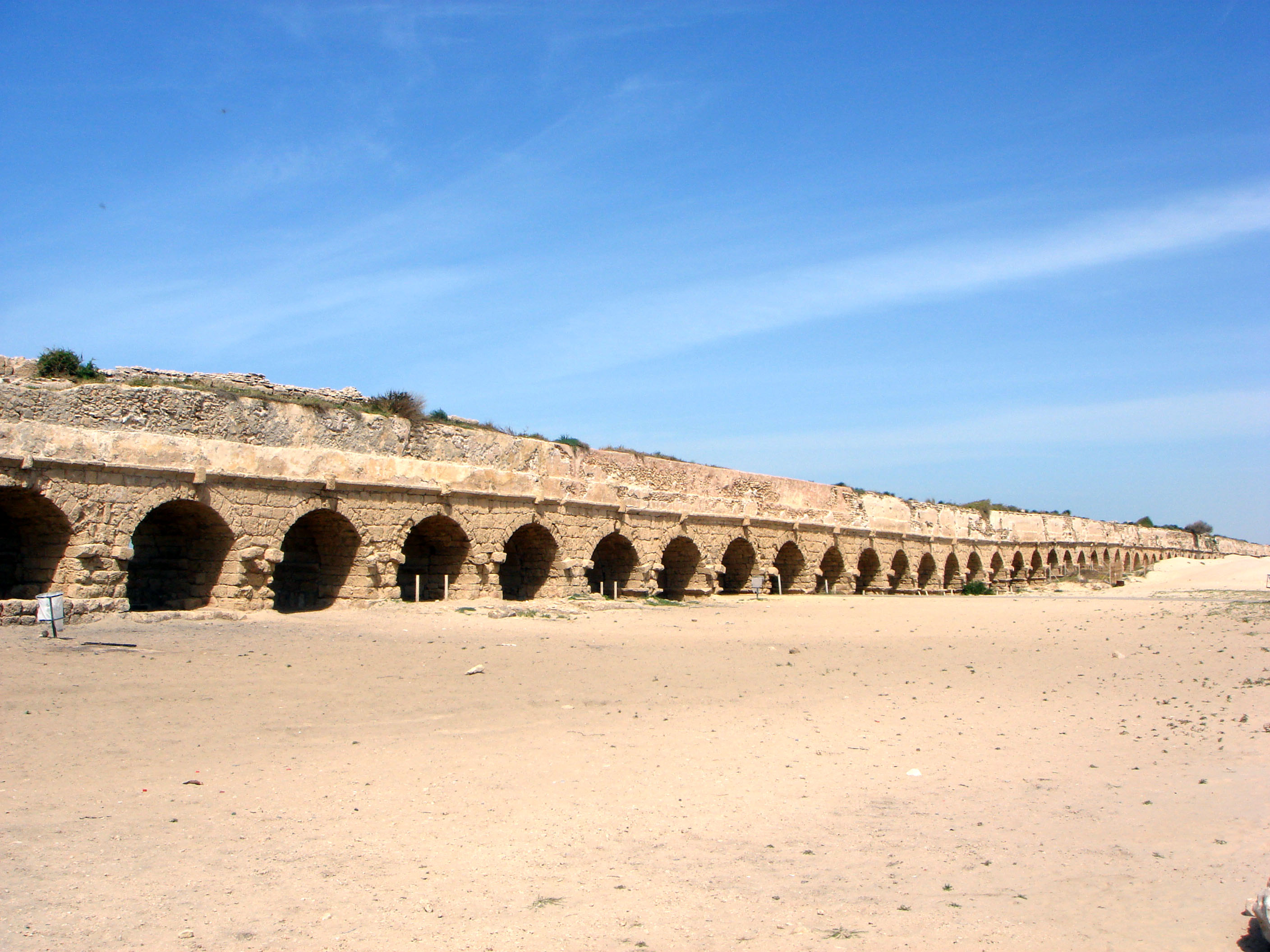
Restos del antiguo acueducto romano en la playa de Cesarea Marítima.

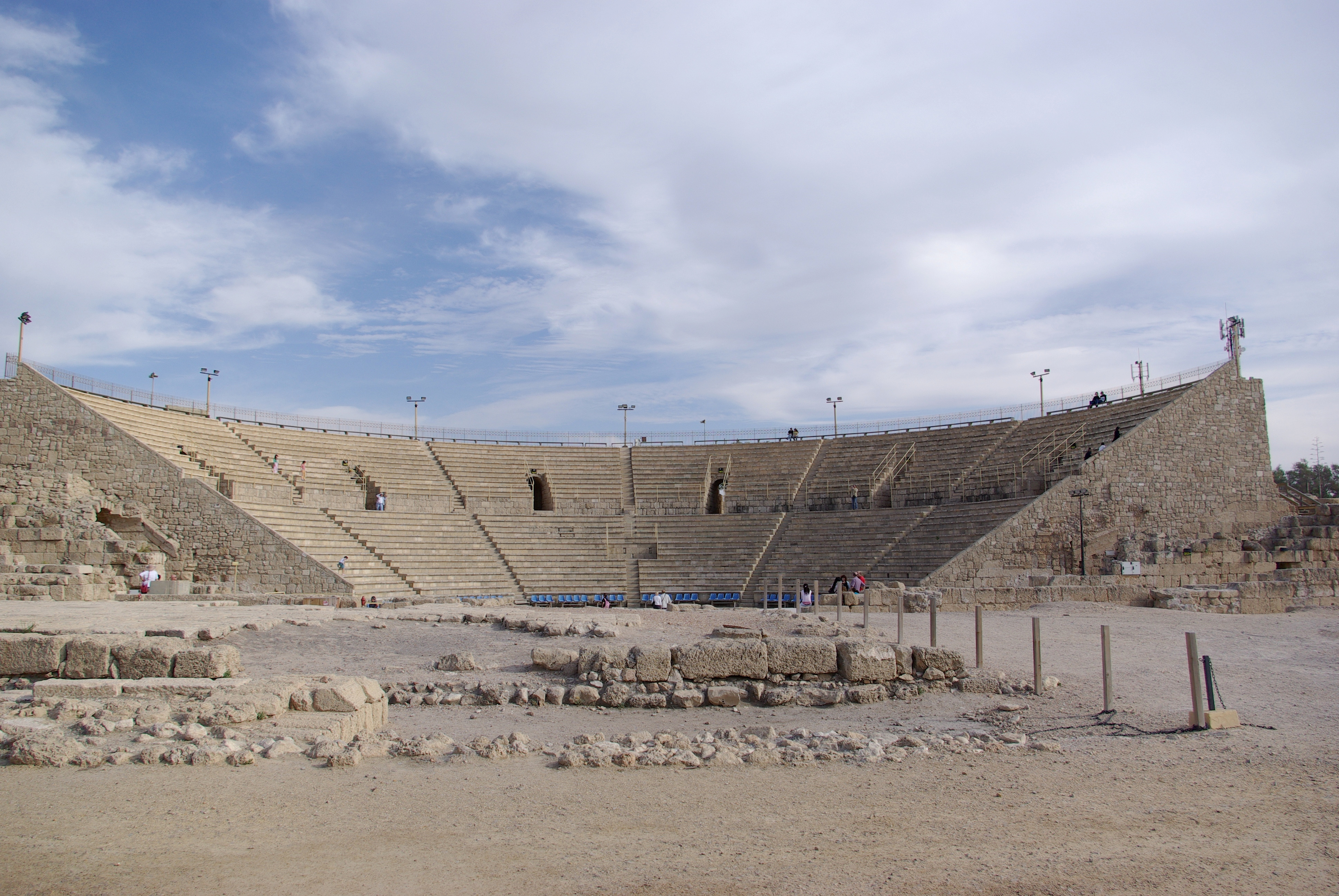
El teatro romano.

Herodes construyó su palacio en un promontorio junto al mar, rodeado por stoas. En el año 6 d. C. Cesarea se convirtió en la capital civil y militar de la provincia de Judea (Iudaea) y en la residencia oficial del procurador, gobernador y prefecto, alojando a Poncio Pilatos y a Marco Antonio Félix. Aunque el procurador gobernaba la región de Judea tenía su residencia en Cesarea, que se encuentra más al norte, en la región de Samaria.

En el año 30 a.C. la villa [fenicia] fue premiada por Herodes, que construyó una gran ciudad portuaria en ese lugar, y la llamó Cesarea en honor de su patrón Octavio Augusto César [...] La ciudad se transformó rápidamente en un gran centro comercial, y en torno al año 6 a.C. se convirtió en el cuartel general del gobernador romano en Palestina. Como Cesarea no tenía ríos ni manantiales, el agua para beber en la próspera ciudad romana y bizantina era traída por un acueducto que comenzaba en el cercano manantial de Shuni, a unos 7,5 km al norte de Cesarea [...] Cesarea servía de base para las legiones romanas que reprimieron la gran revuelta que tuvo lugar en el año 66 d.C. [sic], y allí fue donde el general Vespasiano fue proclamado césar. Tras la destrucción de Jerusalén, Cesarea se convirtió en la ciudad más importante del país: paganos, samaritanos, judíos y cristianos vivieron ahí entre los siglos III y IV.

Tras la muerte de Herodes el Grande, Augusto dividió la provincia de Palestina en 3 a. C. Arquelao fue nombrado etnarca de Judea y Samaria; Antipas lo fue como tetrarca de Galilea y Perea; y Filipo tetrarca de Batanea, Gaulanítide, Traconítide y Auranítide. Cesarea Marítima fue una de las ciudades más importantes de la tetrarquía que abarcaba Judea y Samaria.
Flavio Josefo describió a su puerto como si fuera tan grande como el del Pireo, el mayor puerto ateniense. Los restos de los principales edificios construidos por Herodes y la ciudad medieval se conservan hoy en día. Entre estos restos están los muros de la ciudad, el castillo, y una catedral y una iglesia de los cruzados. Cesarea creció rápidamente, convirtiéndose en la ciudad más grande de Judea, con una población de aproximadamente 50,000 personas en un área urbana de 3,7 km². En el año 66, la desacralización de la sinagoga local provocó una gran revuelta judía.
En el año 69, Vespasiano la declaró colonia romana y la rebautizó como Colonia Prima Flavia Augusta Caesarea. En el año 70, tras la revuelta judía, se celebraron juegos en Cesarea para celebrar la victoria de Tito. Muchos judíos capturados fueron llevados a Cesarea Marítima y 2 500 participaron en luchas de gladiadores.
Tras la revuelta de Simón bar Kojba en el 132, que acabó con la destrucción de Jerusalén y la expulsión de los judíos, Cesarea se convirtió en la nueva capital de la provincia romana de Palestina Prima (Palaestina Prima).

### Enclave cristiano
De acuerdo con el libro bíblico Hechos de los apóstoles, el cristianismo entró en Cesarea con Felipe el Diácono. que, posteriormente, adquirió una casa en el lugar y acogió en ella a Pablo de Tarso. En esta ciudad fue donde el apóstol Pedro bautizó al centurión Cornelio y a todos los miembros de su casa. Esta fue la primera vez que el bautismo les fue administrado a los gentiles no judíos. Cuando Pablo, que se había convertido al cristianismo, estuvo perseguido por las autoridades en Jerusalén, los cristianos lo acompañaron a Cesarea y, desde ahí, le facilitaron un viaje a su ciudad natal, Tarso. Pablo visitó Cesarea durante su segundo y su tercer viaje como misionero, y posteriormente, como se ha mencionado, estuvo varios días con Felipe el Diácono. Posteriormente, tras ser hecho prisionero en Jerusalén, fue enviado a Cesarea, donde permaneció dos años detenido en el palacio del gobernador, hasta que apeló al César y fue enviado a Roma.
En el siglo III, Orígenes se ordenó sacerdote y enseñó y escribió su obra Hexapla y otras obras exegéticas y teológicas mientras vivía en Cesarea.  Estas teorías fueron tenidas en cuenta en el Concilio de Nicea del 325.
Al ser la capital de una provincia, Cesarea también fue sede metropolitana y albergó jurisdicción eclesiástica sobre Jerusalén cuando la ciudad fue reconstruida tras la destrucción del año 70. En el año 451 el Concilio de Calcedonia estableció un patriarcado en Jerusalén y Cesarea pasó a ser la primera de sus tres sedes metropolitanas.
Las Constituciones apostólicas dicen que el primer obispo de Cesarea fue Zaqueo el Publiciano, que fue seguido por Cornelio, posiblemente era el centurión, y por Teófilo, posiblemente se dirigieran a él en el Evangelio de Lucas. El primero de estos obispos consideró históricamente probados los hechos mencionados por el historiador de la Iglesia primitiva Eusebio de Cesarea. El propio Eusebio fue obispo de esa sede en el siglo IV. Él habló de un tal Teófilo (Theofilus), obispo de Cesarea, que fue obispo en el décimo año de Cómodo (c. 189), de un  Theoctisto (216-258), de un breve Domno, de un Theotecno y de un Agapio (¿?-306). Entre los participantes en el Sínodo de Ancira de 314 había un obispo de Cesarea llamado Agricolao, que podría haber sido el precedesor inmediato de Eusebio, ya que este no le menciona, o que podría haber sido obispo de otra ciudad llamada también Cesarea. Los sucesores inmediatos de Eusebio fueron Acacio (340-366) y Gelasio (367-372, 380-395). Gelasio fue depuesto por el semi-arriano Euzoyo entre 373 y 379. Michel Lequien dio mucha información sobre todos ellos y sobre los posteriores obispos de Cesarea.

### Edificios delsigloVI
La principal iglesia cuenta con un mausoleo o martyrium octogonal. Fue construida en el siglo VI y se encuentra sobre una elevación donde podría haber estado un templo romano, lo que era una práctica cristiana muy extendida. El martyrium está ricamente pavimentado y rodeado por pequeños recintos. Los arqueólogos han descubierto algunos capiteles foliados que incluían representaciones de la cruz cristiana. El lugar, usado por Herodes para su templo pagano, fue posteriormente consagrado como iglesia y fue reocupado posteriormente como mezquita. 
Un edificio gubernamental muy elaborado contiene una basílica con un ábside en el cual podrían haberse sentado los magistrados si hubieran usado el edificio como palacio de justicia, tal y como indican algunos fragmentos con escritos que detallan las tasas judiciales que los funcionarios tenían que solicitar. En el 2005 se encontró un mosaico del siglo XVI bien conservado de oro y cristales de colores que hacían patrones de cruces y rosetones.

### Escribanía
Constantino, emperador, compró a los escribanos de Cesarea 50 copias de la Biblia.

### Biblioteca Teológica
A través de Orígenes y, sobre todo, del presbítero escolástico Pánfilo de Cesarea, un ávido coleccionista de libros de las Escrituras, la biblioteca de la escuela de teología de Cesarea ganó una gran reputación por tener la mayor colección de libros eclesiásticos de la época (siglo III). Contenía más de 30 000 manuscritos. Gregorio Nacianceno, Basilio el Grande, san Jerónimo y otros fueron a estudiar allí. El tipo de escritura de Cesarea es reconocida por los escolásticos como la de las versiones más antiguas del Nuevo Testamento. Las colecciones de libros mermaron durante las persecuciones del emperador Diocleciano, pero fueron siendo repuestas por obispos de Cesarea.  Se cree que su destrucción tuvo lugar en el siglo VI. Henry Barclay Swete opina que la biblioteca no sobrevivió a la captura de Cesarea por los sarracenos en el 638, aunque un historiador moderno podría atribuir más destrucción al sitio de Cesarea de los persas sasánidas de 614.

### El puerto romano de Sebastos

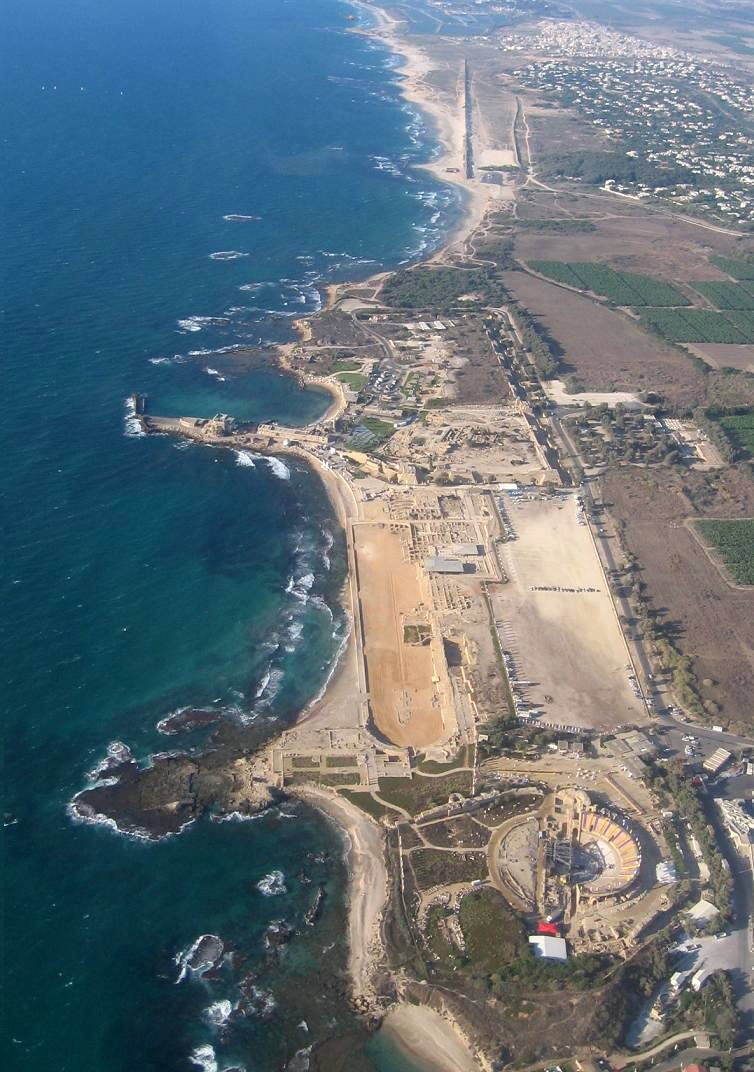
El puerto en la actualidad.

Cuando se construyó en el siglo I a. C., el puerto de Sebastos era el mayor puerto artificial construido en mar abierto, abarcando en torno a 100.000 m². El rey Herodes construyó los dos muelles del puerto entre 22 y 15 a. C. y en torno a 10 o 9 a. C. le dedicó el puerto a César Augusto (sebastos es la palabra griega para augusto). El transcurso de la construcción debió ser impresionante si se considera su tamaño y su complejidad. Los espigones estaban hechos de cal y puzolana, un tipo de ceniza volcánica, y fueron asentados en cemento bajo el agua. Herodes importó unos 24.000m³ de puzolana de Pozzuoli, Italia, para construir los dos espigones. El del sur tenía 500 metros de largo y el del norte 275. Un envío de este tamaño habría requerido, al menos, 44 barcos cargados de 400 toneladas cada uno. Herodes también contó con 12.000 m³ de kurkar extraídos de una cantera para hacer relleno y 12.000 m³ de cal apagada mezclada con puzolana.
Los arquitectos tuvieron que idear una manera de asentar las estructuras de madera bajo el agua para la colocación de hormigón. Una técnica era clavar tablas en el fondo para ir haciendo una caja de madera que llenaban con cemento de puzolana poco a poco. No obstante, este método requiere a muchos buceadores con martillos para clavar los maderos al fondo y también grandes cantidades de puzolana. Otra técnica era crear el entablado doble que había sido usado para hacer el espigón norte. 
En tierra, los carpinteros construirían una caja sin base con vigas y marcos que contase con dos paredes dobles de madera. Estas paredes dobles fueron construida con un hueco de 23 centímetros. La estructura de madera sería fletada a una posición concreta, el hueco de las paredes sería llenado con puzolana provocando el hundimiento de la estructura y sus cuatro esquinas se clavarían en el fondo. Posteriormente, el interior de la caja, que carecía de base, sería llenado con mortero realizado a base de cal y puzolana y con kurkar hasta alcanzar el nivel del mar.
En su apogeo, Sebastos fue uno de los puertos más impresionantes de su tiempo. Había sido construido en una costa que no tenía puertos naturales y sirvió como un importante puerto comercial en la antigüedad, que rivalizaba con el puerto de Alejandría, controlado por Cleopatra. Josefo escribió: "A pesar de que la ubicación era en general desfavorables, [Herodes] superó tan bien las dificultades que la solidez de la construcción no pudo ser superada por el mar, y su belleza parecía culminarlo sin impedimentos." Sin embargo, hubo problemas subyacentes que condujeron a su desaparición. Los estudios de los núcleos de hormigón de los moles han demostrado que el hormigón era mucho más débil que el hormigón hidráulico de puzolana similar utilizado en los puertos italianos antiguos. Por razones desconocidas, el mortero puzolana no se adhirió tan bien al relleno de kurkar como lo hizo a otros tipos de rellenos utilizados en los puertos italianos. Los agujeros pequeños, pero numerosos, en algunos de los núcleos también indican que la cal era de mala calidad y que se despojó de la mezcla por las corrientes antes de que pudiera asentarse. Además, se encontraron grandes terrones de cal en los cinco núcleos estudiados en Cesarea, lo que demuestra que la mezcla no se realizó a fondo. No obstante, su estabilidad no se habría visto seriamente afectada si el puerto no hubiera sido construido sobre una falla geológica que transcurre a lo largo de la costa. La acción sísmica fue pasando factura en los espigones, haciendo que se fueran derrumbando y que se depositasen en el fondo del mar. Además, los estudios de los depósitos de los fondos marinos en Cesarea han demostrado que un tsunami azotó la zona en algún momento durante los siglos I o II. Aunque se desconoce si este tsunami destruyó por completo el puerto o si simplemente lo dañó, se sabe que en el siglo VI el puerto era inutilizable y hoy en día los muelles están a más de 5 metros bajo el agua.

## Conquista árabe
El Imperio Bizantino decayó en el siglo VII y Cesarea fue atacada por los persas sasánidas a principios de este siglo. En el año 638, la ciudad, que era la capital de la Palestina bizantina y un importante centro comercial y marítimo, fue tomada por los musulmanes, supuestamente a través de la traición de un tal Yusef, el cual condujo a un grupo de soldados de Muawiya a través de un "túnel secreto", tal vez el extenso alcantarillado romano de la ciudad. El historiador persa al-Baladhuri, que es la fuente musulmana más antigua de este hecho, se limita a afirmar que la ciudad fue "reducida". El obispo copto del siglo VII Juan de Nikiû menciona "los horrores cometidos en la ciudad de Cesarea en Palestina".

## Etapa de las cruzadas
Bajo el dominio árabe se conservaron las murallas de la ciudad, pero dentro de ellas la población disminuyó y se extendió la agricultura entre sus ruinas. En el siglo IX hubo muchos colonos francos, mandados allí por el emperador Carlomagno para facilitar las peregrinaciones latinas. Cuando Balduino I tomó la ciudad en 1101/2, durante la primera cruzada, todavía era una ciudad muy rica. Surgió una leyenda que decía que se había descubierto en ella el Santo Grial, sobre el que versarían muchas historias en los dos siglos siguientes. La ciudad fue reconstruida y fuertemente re-fortificada por los cruzados. Se creó un señorío y fue uno de los cuatro arzobispados de aquel reino. Los historiadores del siglo XIX elaboraron una lista de 36 arzobispos latinos, desde el 1101 al 1496. El más famoso de estos arzobispos fue, probablemente, el patriarca Heraclio de Auvernia. 
Saladino recuperó la ciudad en el 1187, fue capturada de nuevo por los cruzados en el 1191 y, finalmente, la perdieron de nuevo en el 1265 a manos de los mamelucos, que, como solían hacer en las ciudades costeras que habían pertenecido a los cruzados, arrasaron todas las fortificaciones para asegurarse de que nadie lucharía por ella. La ciudad dejó de albergar al arzobispo y patriarca de Cesarea en Palestina, aunque aún hoy la Iglesia Católica considera a la ciudad como una sede. La Iglesia Ortodoxa de Antioquía consideró también a Cesarea como una sede, y en 2011 nombraron como titular a Ignatius Samaan, obispo auxiliar en Venezuela de la archidiócesis de México. Desde 1965, el titular católico de esa sede y de la iglesia de Melkite es Hilarion Capucci.

## Arqueología y reconstrucción

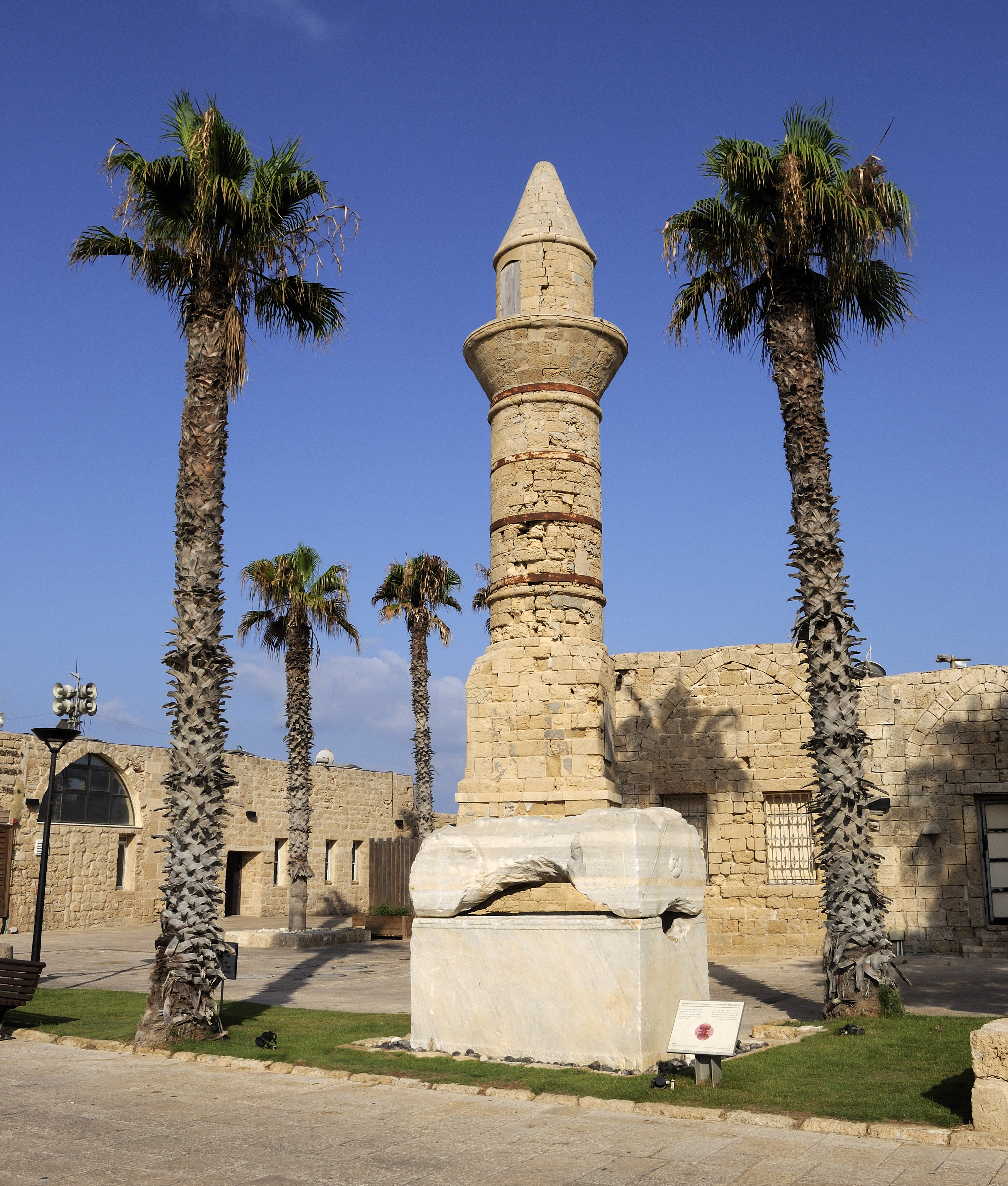
Minarete de Cesarea Marítima.

Las excavaciones arqueológicas que tuvieron lugar en la década de 1950 y de 1960 descubrieron restos de muchos periodos, entre los que destacan los restos de un complejo de fortificaciones cruzadas y un teatro romano. Entre otros edificios, hay un templo dedicado a César Augusto, un hipódromo reconstruido en el siglo II para que sirviera como un teatro convencional y el Tiberieum, que era un bloque de piedra caliza con una inscripción dedicatoria. Este es el único hallazgo arqueológico con una inscripción que mencione a Poncio Pilatos. También hay un acueducto romano que trae agua de los manantiales a los pies del Monte Carmelo, una muralla y un foso de 60 metros de ancho que protege el sur y el oeste del puerto. El puerto era el mayor del Mediterráneo Oriental. Los trabajos dirigidos por Robert Bull, de la Universidad Drew, siguen en proceso de publicación, aunque ya se han publicado trabajos más recientes sobre el puerto dirigidos por Robert Hohfelder, de la Universidad de Colorado, John Oleson, de la Universidad de Victoria, y de Avner Raban. Cesarea se ha convertido recientemente en el primer museo subacuático del mundo, por haber 36 puntos de interés en cuatro zonas del antiguo puerto que pueden ser explorados por buzos equipados con mapas impermeables.
Desde el año 2000 la ciudad de Cesarea Marítima está incluida en la "Lista de Candidatos a Patrimonio de la Humanidad" (Tentative List of World Heritage Places) de la UNESCO.